# عملية تدعيم
تعتبر عملية التدعيم تقنية قديمة لتصنيع الفولاذ عن طريق كربنة الحديد. وعلى عكس صناعة الفولاذ الحديثة، فقد أدى ذلك إلى زيادة كمية الكربون في الحديد. ويبدو أنه تم تطويره قبل القرن السابع عشر. يُعد فرن ديروينتكوت للصلب، الذي بُني عام 1720، أول مثال باقٍ لفرن الأسمنت. مثال آخر في المملكة المتحدة هو فرن الأسمنت في شارع دونكاستر، شيفيلد.

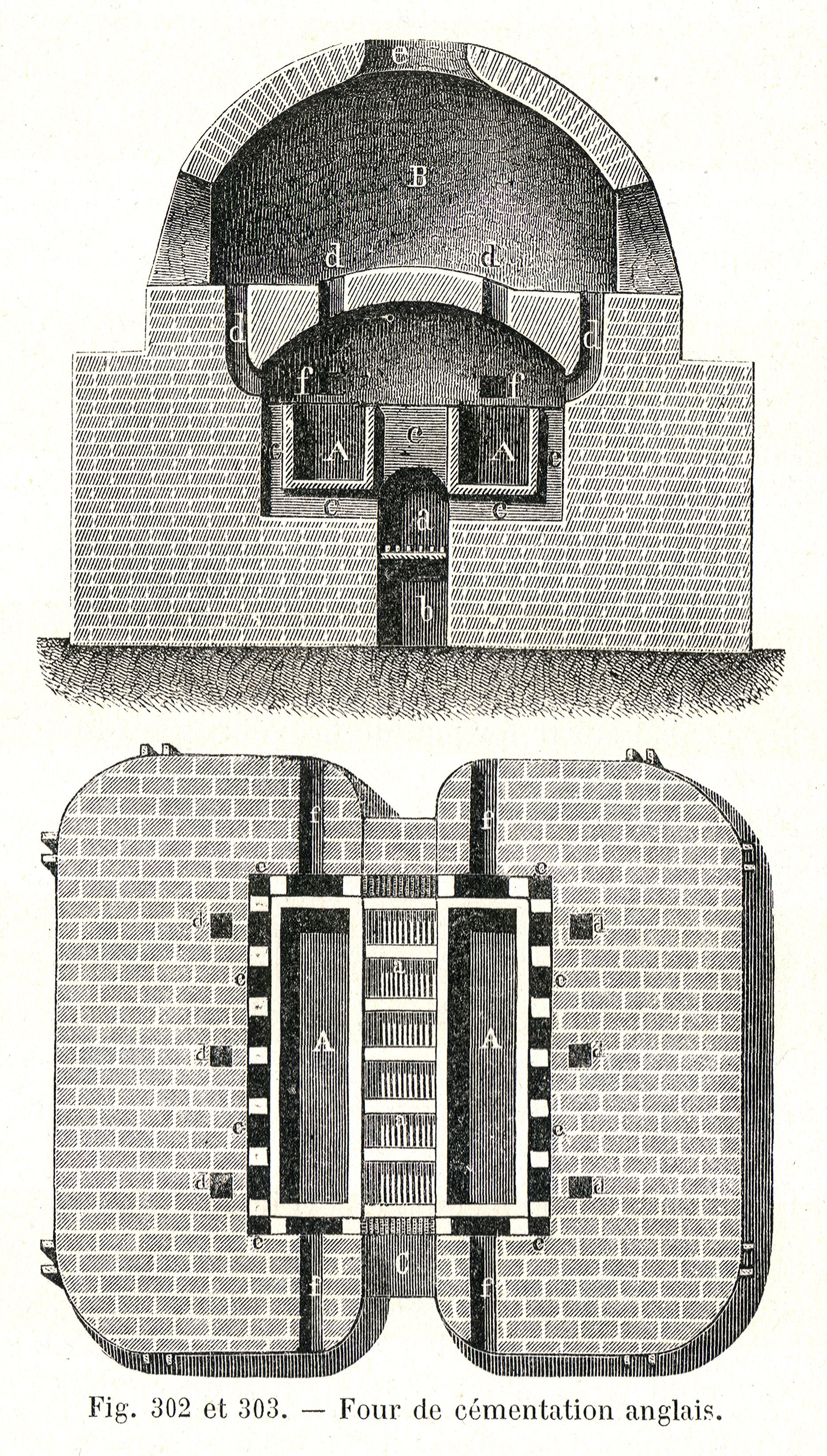
فرن التدعيم

## أصول
تم وصف هذه العملية في أطروحة نشرت في براغ عام 1574. اخترعها يوهان نوسباوم من ماغدبورغ، الذي بدأ عملياته في نورمبرغ (مع شركاء) في عام 1601. تم تسجيل براءة اختراع هذه العملية في إنجلترا بواسطة ويليام إليوت وماتياس ميسي في عام 1614. في ذلك التاريخ، يمكن أن يتكون "الاختراع" فقط من إدخال صناعة أو منتج جديد، أو حتى مجرد احتكار. ومن الواضح أنهم سرعان ما نقلوا براءة الاختراع إلى السير باسل بروك، لكنه اضطر إلى التنازل عنها في عام 1619. تم العثور على بند في براءة الاختراع يحظر استيراد الفولاذ غير مرغوب فيه لأنه لم يتمكن من توفير القدر المطلوب من الفولاذ الجيد. من المحتمل أن تكون أفران بروك موجودة في قصره في ماديلي في كولبروكديل (والذي كان موجودًا بالتأكيد قبل الحرب الأهلية الإنجليزية ) حيث تم التنقيب عن فرنين للأسمنت. من المحتمل أنه استخدم قضبان الحديد من غابة دين، حيث كان شريكًا في زراعة مصانع الحديد الخاصة بالملك في فترتين.
بحلول عام 1631، تم الاعتراف بأن الحديد السويدي هو أفضل المواد الخام، وبعد ذلك أو لاحقًا، تم تحديد علامات (علامات تجارية) معينة مثل الرصاصة المزدوجة (تسمى كذلك من العلامة OO) من أوستيربيبروك والطوق L من ليفستا (الآن لوفستابروك)، والتي علامتها يتكون من حرف لام في دائرة، وكلاهما ينتمي إلى لويس دي جير وأحفاده. كانت هذه من بين أولى مصانع الحديد في السويد التي استخدمت عملية الوالون لتنعيم الحديد، وإنتاج ما كان يُعرف في إنجلترا باسم الحديد الخام. تم تسميتها بهذا الاسم نسبة إلى ميناء أوريجروند السويدي، شمال ستوكهولم، حيث تقع معظم مصانع الحديد في المناطق النائية. وجاء الخام المستخدم في النهاية من منجم دانيمورا.

## العملية

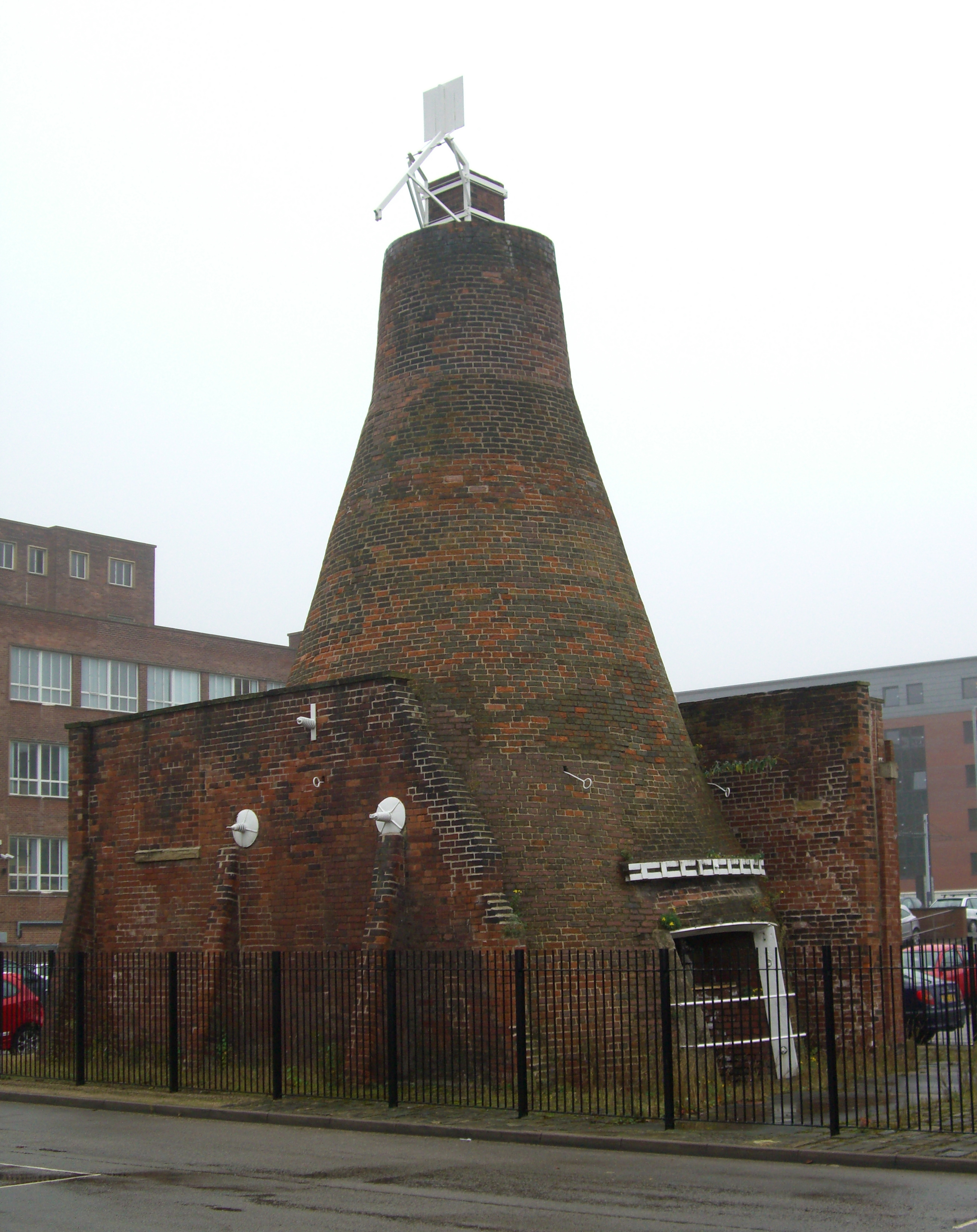
فرن التدعيم في شارع دونكاستر في شيفيلد، إنجلترا

تبدأ العملية بالحديد المطاوع والفحم. ويستخدم واحد أو أكثر من الأواني الحجرية الطويلة داخل الفرن. عادةً، في شيفيلد، كان حجم كل وعاء 14 قدمًا في 4 أقدام وعمق 3.5 قدمًا. يتم تعبئة قضبان الحديد والفحم في طبقات متناوبة، مع طبقة عليا من الفحم ومن ثم مادة حرارية لجعل الوعاء أو "التابوت" محكم الغلق. تستخدم بعض الشركات المصنعة خليطًا من مسحوق الفحم والسخام والأملاح المعدنية، يسمى مسحوق التدعيم. في الأعمال الأكبر حجمًا، تمت معالجة ما يصل إلى 16 طنًا من الحديد في كل دورة، على الرغم من أنه يمكن إجراؤها على نطاق صغير، كما هو الحال في فرن صغير أو الحدادة.
اعتمادًا على سمك قضبان الحديد، يتم بعد ذلك تسخين الأواني من الأسفل لمدة أسبوع أو أكثر. تم فحص القضبان بانتظام وعندما وصلت إلى الحالة الصحيحة تم سحب الحرارة وتركت الأواني حتى تبرد - عادة حوالي أربعة عشر يومًا. اكتسب الحديد ما يزيد قليلًا عن 1% من كتلته من الكربون الموجود في الفحم، وأصبح قضبانًا غير متجانسة من الفولاذ الفقاعي.
تم بعد ذلك تقصير القضبان وربطها وتسخينها ولحامها معًا لتصبح فولاذ هش. سيتم قطعه وإعادة لحامه عدة مرات، حيث ينتج كل لحام جديد فولاذًا أكثر تجانسًا وأعلى جودة. سيتم القيام بذلك 3-4 مرات على الأكثر، حيث أن المزيد غير ضروري ويمكن أن يتسبب في فقدان الكربون من الفولاذ.
وبدلاً من ذلك، يمكن تفتيتها وصهرها في بوتقة باستخدام فرن بوتقة ذو تدفق ليصبح صلبًا بوتقة (في ذلك الوقت يُسمى أيضًا الفولاذ المصبوب)، وهي عملية ابتكرها بنجامين هانتسمان في شيفيلد في أربعينيات القرن الثامن عشر.

## عمليات مماثلة
في أوائل العصر الحديث، كان النحاس الأصفر، وهو سبيكة من النحاس والزنك، يُنتج عادة عن طريق عملية تدعيم يتم فيها تسخين النحاس المعدني بالكالامين، وهو خام الزنك، لصنع نحاس الكالامين.

## ملحوظات
- K. C. Barraclough, Steel before Bessemer I: Blister Steel: The Birth of an Industry (1985).
- K. C. Barraclough, "Swedish Iron and Sheffield Steel", History of Technology 12 (1990), 1–39.
- Dorian Gerhold, "The steel industry in England, 1614-1740", in R.W. Hoyle (ed.), "Histories of people and landscape: essays on the Sheffield region in memory of David Hey" (2021), 65-86
- P. W. King, "The Cartel in Oregrounds Iron", Journal of Industrial History 6 (2003), 25–48.
- R. J. MacKenzie and J. A Whiteman, "Why pay more? An archaeometallurgical examination of 19th century Swedish Wrought iron and Sheffield blister steel", Historical Metallurgy 40(2) (2006), 138–49.